# Золотий м'яч ФІФА 2014
«Золотий м'яч ФІФА»

Церемонія 12 січня 2015
Найкращий футболіст світу: 
 Кріштіану Роналду
 (втретє)

← 2013 • Золотий м'яч • 2015 →
Золотий м'яч ФІФА 2014 — п'ята церемонія нагородження «Золотий м'яч ФІФА». Відбулася 12 січня 2015 року в Цюриху. Нагородження пройде у 8 номінаціях: найкращий футболіст та футболістка року, найкращий тренер чоловічих та жіночих команд, найкращий гол року, нагорода президента ФІФА, нагорода Фейр-плей та символічна збірна року.

## Найкращий футболіст світу
Це було 59-те вручення нагороди в історії для «Франс Футбол» та 24-те — для ФІФА. У попередні роки французький журнал проводив опитування серед журналістів, а ФІФА — тренерів і капітанів національних збірних світу. З 2010 році ці три опитування об'єднали в одне, причому кількість журналістів уже ніхто не обмежував. В голосуванні могли брати участь представники усіх країн, що є членами ФІФА.

### Процедура голосування
В опитуванні взяли участь загалом 544 респонденти, зокрема:
- 181 тренер національних збірних;

- 182 капітани національних збірних;

- 181 представник спортивних ЗМІ.

28 жовтня 2014 року було Міжнародна федерація футболу ФІФА опублікувала список претендентів з 23 гравців на звання найкращого футболіста року. Після чого проводилося традиційне голосування, Кожен із членів журі обирав трьох футболістів, які, на його думку, є найкращими гравцями світу. За перше місце нараховували 5 очок, за друге — три, за третє — одне очко. Усі набрані очки розподілялися пропорційно між тренерами, капітанами та журналістами (по 33,33 %).
Представники від України голосували наступним чином:
- Михайло Фоменко (головний тренер збірної України): 1 — Кріштіану Роналду, 2 — Ліонель Мессі, 3 — Мануель Ноєр;

- Анатолій Тимощук (капітан збірної України): 1 — Мануель Ноєр, 2 — Томас Мюллер, 3 — Кріштіану Роналду;

- Ігор Лінник (представник преси від України): 1 — Томас Мюллер; 2 — Мануель Ноєр; 3 — Кріштіану Роналду.

### Підсумки голосування
За результатами голосування ФІФА 1 грудня 2014 року попередньо оголосила список трьох претендентів, які набрали найбільше голосів. До списку увійшли — португалець Кріштіану Роналду, аргентинець Ліонель Мессі та німець Мануель Ноєр. 

На церемонії нагородження 12 січня 2015 року було оголошено переможця. У підсумку набравши 37,66 % очок володарем «Золотого м'яча» вдруге поспіль став Кріштіану Роналду.
Це третій із п'яти «Золотих м'ячів» отриманих Кріштіану Роналду.
| Місце | Футболіст            | Клуб                          | Країна      | Всього голосів (%) | Голоси тренерів | Голоси тренерів | Голоси тренерів | Голоси тренерів | Голоси тренерів | Голоси капітанів | Голоси капітанів | Голоси капітанів | Голоси капітанів | Голоси капітанів | Голоси преси | Голоси преси | Голоси преси | Голоси преси | Голоси преси |
| Місце | Футболіст            | Клуб                          | Країна      | Всього голосів (%) | 1               | 2               | 3               | Очки            | %               | 1                | 2                | 3                | Очки             | %                | 1            | 2            | 3            | Очки         | %            |
| ----- | -------------------- | ----------------------------- | ----------- | ------------------ | --------------- | --------------- | --------------- | --------------- | --------------- | ---------------- | ---------------- | ---------------- | ---------------- | ---------------- | ------------ | ------------ | ------------ | ------------ | ------------ |
| 1     | Кріштіану Роналду    | Реал Мадрид                   | Португалія  | 37,66 %            | 89              | 31              | 14              | 552             | 11,30 %         | 99               | 37               | 13               | 619              | 12,60 %          | 115          | 28           | 14           | 673          | 13,77 %      |
| 2     | Ліонель Мессі        | Барселона                     | Аргентина   | 15,76 %            | 20              | 49              | 35              | 282             | 5,77 %          | 31               | 44               | 25               | 312              | 6,35 %           | 4            | 39           | 41           | 178          | 3,64 %       |
| 3     | Мануель Ноєр         | Баварія                       | Німеччина   | 15,72 %            | 32              | 31              | 25              | 278             | 5,69 %          | 22               | 13               | 27               | 176              | 3,58 %           | 31           | 45           | 25           | 315          | 6,45 %       |
| 4     | Ар'єн Роббен         | Баварія                       | Нідерланди  | 7,17 %             | 10              | 26              | 20              | 148             | 3,03 %          | 3                | 25               | 22               | 112              | 2,28 %           | 4            | 18           | 17           | 91           | 1,86 %       |
| 5     | Томас Мюллер         | Баварія                       | Німеччина   | 5,42 %             | 8               | 8               | 17              | 81              | 1,66 %          | 3                | 11               | 16               | 64               | 1,30 %           | 11           | 16           | 17           | 120          | 2,46 %       |
| 6     | Філіпп Лам           | Баварія                       | Німеччина   | 2,90 %             | 3               | 6               | 10              | 43              | 0,88 %          | 7                | 4                | 7                | 54               | 1,10 %           | 2            | 7            | 14           | 45           | 0,92 %       |
| 7     | Неймар               | Барселона                     | Бразилія    | 2,21 %             | 4               | 4               | 10              | 42              | 0,86 %          | 1                | 6                | 15               | 38               | 0,77 %           | 1            | 3            | 14           | 28           | 0,57 %       |
| 8     | Хамес Родрігес       | Монако Реал Мадрид            | Колумбія    | 1,47 %             | 2               | 2               | 6               | 22              | 0,45 %          | 1                | 2                | 3                | 14               | 0,28 %           | 3            | 4            | 9            | 36           | 0,74 %       |
| 9     | Тоні Кроос           | Баварія                       | Німеччина   | 1,43 %             | 2               | 3               | 5               | 24              | 0,49 %          | 1                | 5                | 6                | 26               | 0,53 %           | 2            | 3            | 1            | 20           | 0,41 %       |
| 10    | Анхель Ді Марія      | Реал Мадрид Манчестер Юнайтед | Аргентина   | 1,29 %             | -               | 3               | 5               | 14              | 0,29 %          | 3                | 2                | 5                | 26               | 0,53 %           | 1            | 3            | 9            | 23           | 0,47 %       |
|       |                      |                               |             |                    |                 |                 |                 |                 |                 |                  |                  |                  |                  |                  |              |              |              |              |              |
| 11    | Дієго Коста          | Атлетіко Челсі                | Іспанія     | 1,02 %             | -               | 6               | 6               | 24              | 0,49 %          | 2                | 2                | 4                | 20               | 0,41 %           | -            | 1            | 3            | 6            | 0,12 %       |
| 12    | Гарет Бейл           | Реал Мадрид                   | Уельс       | 1,00 %             | 2               | 1               | 2               | 15              | 0,31 %          | 2                | 3                | 2                | 21               | 0,43 %           | 1            | 2            | 2            | 13           | 0,27 %       |
| 13    | Златан Ібрагімович   | Парі Сен-Жермен               | Швеція      | 1,00 %             | 2               | 1               | 3               | 16              | 0,33 %          | 1                | 6                | 3                | 26               | 0,53 %           | -            | 1            | 4            | 7            | 0,14 %       |
| 14    | Яя Туре              | Манчестер Сіті                | Кот-д'Івуар | 0,86 %             | -               | 3               | 7               | 16              | 0,33 %          | -                | 5                | 6                | 21               | 0,43 %           | -            | 1            | 2            | 5            | 0,10 %       |
| 15    | Маріо Гетце          | Баварія                       | Німеччина   | 0,84 %             | 2               | 2               | -               | 16              | 0,33 %          | 1                | 1                | 1                | 9                | 0,18 %           | 2            | 2            | -            | 16           | 0,33 %       |
| 16    | Карім Бензема        | Реал Мадрид                   | Франція     | 0,75 %             | -               | 1               | 3               | 6               | 0,12 %          | -                | 5                | 5                | 20               | 0,41 %           | 1            | 1            | 3            | 11           | 0,23 %       |
| 17    | Андрес Іньєста       | Барселона                     | Іспанія     | 0,67 %             | 2               | 1               | 2               | 15              | 0,31 %          | 1                | 3                | 4                | 18               | 0,37 %           | -            | -            | -            | -            | -            |
| 18    | Бастіан Швайнштайгер | Баварія                       | Німеччина   | 0,57 %             | -               | 1               | 5               | 8               | 0,16 %          | -                | 2                | 2                | 8                | 0,16 %           | 2            | -            | 2            | 12           | 0,25 %       |
| 19    | Хав'єр Маскерано     | Барселона                     | Аргентина   | 0,55 %             | 2               | -               | 2               | 12              | 0,25 %          | -                | 1                | 3                | 6                | 0,12 %           | -            | 3            | -            | 9            | 0,18 %       |
| 20    | Тібо Куртуа          | Атлетіко Челсі                | Бельгія     | 0,51 %             | 1               | -               | 1               | 6               | 0,02 %          | 3                | 1                | -                | 18               | 0,37 %           | -            | -            | 1            | 1            | 0,12 %       |
| 21    | Еден Азар            | Челсі                         | Бельгія     | 0,47 %             | -               | -               | 1               | 1               | 0,02 %          | -                | 3                | 9                | 12               | 0,37 %           | -            | 1            | 1            | 4            | 0,08 %       |
| 22    | Поль Погба           | Ювентус                       | Франція     | 0,40 %             | -               | 1               | 1               | 4               | 0,08 %          | -                | -                | 1                | 1                | 0,02 %           | 1            | 3            | 1            | 15           | 0,31 %       |
| 23    | Серхіо Рамос         | Реал Мадрид                   | Іспанія     | 0,33 %             | -               | 1               | 1               | 4               | 0,08 %          | 1                | 1                | 3                | 11               | 0,22 %           | -            | -            | 1            | 1            | 0,02 %       |

### Цікаві факти
- Розподіл по амплуа серед 23 футболістів згаданих в анкетах наступний: 2 воротарі, 3 захисники, 10 півзахисників та 8 нападників.
- З 23 гравців згаданих в анкетах 17 представляли Європу, 5 — Південну Америку, 1 — Африку.
- Кріштіану Роналду став п'ятим, після Йогана Кройфа, Мішеля Платіні, Марко ван Бастен та Ліонеля Мессі, який мінімум тричі ставав володарем нагороди «Золотий м'яч».
- Португалець став сьомим гравцем, який двічі поспіль вигравав «Золотий м'яч», до нього це робили Йоган Кройф, Кевін Кіган, Карл-Гайнц Румменігге, Мішель Платіні, Марко ван Бастен та Ліонель Мессі.
- Кріштіану Роналду здобув свій третій трофей через 6 років після першої перемоги. Португальський футболіст перевершив досягнення бразильця Роналду, у якого між першою та останньою нагородою також був проміжок у 5 років (1997—2002).
- Мануель Ноєр став шостим воротарем, після Яшина (1963 — 1 місце), Дзоффа (1973 — 2 місце), Віктора (1976 — 3 місце), Кана (2001 — 3 місце, 2002 — 3 місце) та Буффона (2006 — 2 місце), який посів призове місце.
- Ліонель Мессі восьмий рік поспіль потрапляє у трійку найкращих за підсумками опитувань. Аргентинець залишався лідером за кількістю призових місць (8) за історію «Золотого м'яча», у Кріштіану Роналду було 7 подіумів, у Мішеля Платіні та Франца Бекенбауера — по 5.
- Кріштіану Роналду завоював п'ятий трофей для Португалії. Лідерами за кількістю трофеїв залишалися Німеччина та Нідерланди — по 7, у Франції було 6 нагород, Італії, Англії, Бразилії та Португалії — по 5, в Аргентини  — 4, в Іспанії та СРСР — було по 3 нагороди.
- 23 згаданих в анкетах футболістів представляли 12 країн, зокрема: Німеччину — 6, Аргентину та Іспанію — по 3, Францію та Бельгію — по 2, Португалію, Кот-д'Івуар, Швецію, Уельс, Бразилію, Нідерланди та Колумбію — по 1 гравцю.
- 29 років поспіль в заліку опитувань відсутні представники Угорщини, які до того були постійними учасниками опитувань. Також протягом 27 років поспіль відсутні представники Шотландії, 20 — Австрії, 18 — Швейцарії, 16 — Хорватії, 13 — Данії.
- Вдруге поспіль, а також втретє за останні 5 років відсутні англійські футболісти.
- Вчетверте за останні шість років у підсумковому заліку відсутні італійські футболісти.
- Усього за 59 років вручення нагороди найчастіше згадувалися в анкетах хоча б одного разу футболісти Німеччини — у 55 опитуваннях, футболісти Італії та Франції згадувалися у 53 опитуваннях, Іспанії — у 52, Англії — у 51, Нідерландів — у 42, Португалії — у 41, Швеції — у 37, Югославії — у 30, СРСР — у 29, Бельгії — у 26, Данії — у 24, Шотландії та Болгарії — у 23, Уельсу — у 21, Бразилії та Угорщини — у 20 опитуваннях.
- Німецькі футболісти найчастіше потрапляли в загальний залік опитувань — 194 рази, італійські — 173, англійські — 140, французькі — 128, іспанські — 123, нідерландські — 99, португальські — 67, радянські — 66, бразильські — 61, шведські — 53, угорські — 50, югославські — 46, данські — 44 рази.
- Іспанський чемпіонат наздогнав за кількістю трофеїв італійський — в обох по 18 трофеїв, у німецької першості було 9, англійської — 6 трофеїв.
- Увосьме лауреатом опитування став футболіст мадридського «Реала». До Кріштіану Роналду (два трофеї), це також вдавалося Альфредо Ді Стефано (1957, 1959), Раймону Копа (1957), Луїшу Фігу (2000), Роналду (2002) та Фабіо Каннаваро (2006).
- Мадридський «Реал» став 4-м клубом представник якого виграв трофей «Золотий м'яч» щонайменше 8 разів. Лідером серед клубів за кількістю «Золотих м'ячів» залишалася «Барселона» — 10 трофеїв, у «Мілана», «Ювентуса» та мадридського «Реала» було по 8 трофеїв, 5 — у «Баварії», 4 — у «Манчестер Юнайтед».
- Всього в анкетах були згадані гравці з 8 клубів, зокрема: «Баварії» — 7, мадридського «Реала» — 5, «Барселони» — 4, «Челсі» — 3, «Парі Сен-Жермен», «Ювентуса», «Манчестер Юнайтед» та «Манчестер Сіті» — по 1 футболісту.
- 8 представлених клубів в одному опитуванні — це повторення найменшого показника за історію вручення нагороди, що був зафіксований у 2010 році.
- Всього за 59 років проведення опитувань в анкетах загалом були згадані 697 футболістів зі 195 клубів. Футболісти «Ювентуса» та мадридського «Реала» були згадані хоча б одного разу у 47 опитуваннях, «Барселони» — у 45, «Манчестер Юнайтед» — у 42, «Баварії» — у 41, «Інтернаціонале» — у 39, «Мілана» — у 38, «Ліверпуля» — у 25, «Аякса» — у 21, «Арсенала» — у 20, «Фіорентіни» та «Тоттенгем Готспур» — у 19, «Кельна» — у 17, «Олімпік» (Марсель) — у 16, «Роми», «Црвени Звезди» та «Бенфіки» — у 15, «Челсі», празької «Дукли», «Гамбурга» та київського «Динамо» — у 14 опитуваннях.
- Лідером за кількістю футболістів, які фігурували за історію опитувань тижневика «Франс Футбол» був мадридський «Реал» — 47 гравців, «Барселону» представляли 46 гравців, «Ювентус» — 42, «Манчестер Юнайтед» — 37, «Мілан»  — 35, «Інтернаціонале» — 29, «Баварію» — 28, «Ліверпуль» — 22, «Аякс» — 21, «Арсенал» — 17, «Челсі» — 16, «Лаціо» — 14, «Кельн» та марсельський «Олімпік» — по 13, київське «Динамо» — 12, «Бенфіку» — 11 футболістів.
- Вперше в анкетах респондентів були згадані 8 футболістів, зокрема: Хамес Родрігес, Тоні Кроос, Анхель Ді Марія, Дієго Коста, Маріо Гетце, Хав'єр Маскерано, Тібо Куртуа та Поль Погба.
- Загалом 697 згаданих в анкетах гравців за історію проведення опитувань були представниками 53 країн. Лідерами за кількістю таких футболістів були Німеччина — 65, Італія — 59 та Англія — 55 гравців. У десятку лідерів також входили Франція — 52, Іспанія — 51, Нідерланди — 38, СРСР — 29, Югославія (Сербія та Чорногорія) — 25, Португалія та Бразилія — по 24 гравці.
- Кріштіану Роналду водинадцяте потрапив у заліки опитувань, Ліонель Мессі та Златан Ібрагімович — удев'яте. Рекордсменами за кількістю потраплянь у заліки опитувань залишалися Франц Бекенбауер та Йоган Кройф — в обох по 12, у Еусебіу, Мішеля Платіні, Зінедіна Зідана, Кріштіану Роналду та Паоло Мальдіні було по 11, у Льва Яшина, Джанні Рівери, Герда Мюллера та Мікаеля Лаудрупа — по 10, у Ліонеля Мессі, Златана Ібрагімовича, Боббі Чарлтона, Сандро Маццоли та Тьєррі Анрі — було по 9 потраплянь.
- Ліонель Мессі увосьме потрапив у п'ятірку найкращих за підсумками опитувань, усьоме — Кріштіану Роналду. Лідером за кількістю потраплянь у чільну п'ятірку залишався Франц Бекенбауер — 10 разів, далі розташовувалися Мішель Платіні та Ліонель Мессі — по 8, Йоган Кройф та Кріштіану Роналду — по 7, Еусебіу та Зінедін Зідан — по 6, а також Карл-Гайнц Румменігге, Луїс Суарес, Андрій Шевченко, Тьєррі Анрі та Хаві Ернандес — по 5 разів.
- Франц Бекенбауер також залишався лідером за кількістю потраплянь у 10-ку найкращих — 11 разів, за ним розташовувалися Мішель Платіні та Йоган Кройф — по 9, Ліонель Мессі, Кріштіану Роналду, Еусебіу, , Джанні Рівера та Герд Мюллер — по 8, Боббі Чарлтон, Карл-Гайнц Румменігге, Зінедін Зідан та Тьєррі Анрі — по 7 разів.

## Найкращий тренер світу

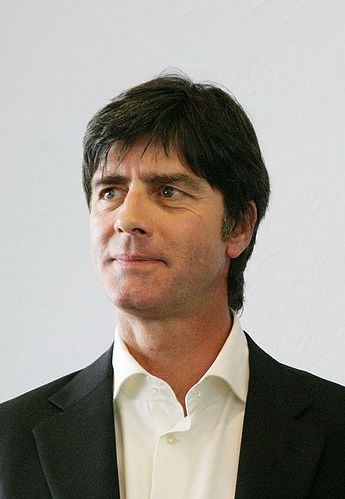
Йоахім Лев — найкращий тренер світу 2014 року

1 грудня ФІФА визначила шорт-лист найкращих тренерів року, до якого увійшли Йоахім Лев, Карло Анчелотті та Дієго Сімеоне.
Переможцем в категорії найкращий тренер року став наставник збірної Німеччини Йоахім Лев.
| Місце | Тренер             | Країна     | Клуб                 | Всього голосів (%) | Голоси тренерів | Голоси капітанів | Голоси преси |
| ----- | ------------------ | ---------- | -------------------- | ------------------ | --------------- | ---------------- | ------------ |
| 1     | Йоахім Лев         | Німеччина  | зб. Німеччини        | 36,23              |                 |                  |              |
| 2     | Карло Анчелотті    | Італія     | Реал Мадрид          | 22,06              |                 |                  |              |
| 3     | Дієго Сімеоне      | Аргентина  | Атлетіко             | 19,02              |                 |                  |              |
| 4     | Хосеп Гвардіола    | Іспанія    | Баварія              | 8,67               |                 |                  |              |
| 5     | Жозе Моурінью      | Португалія | Челсі                | 6,16               |                 |                  |              |
| 6     | Луї ван Гал        | Нідерланди | зб. Нідерландів / МЮ | 3,15               |                 |                  |              |
| 7     | Алехандро Сабелья  | Аргентина  | зб. Аргентини        | 2,21               |                 |                  |              |
| 8     | Антоніо Конте      | Італія     | Ювентус / зб. Італії | 1,12               |                 |                  |              |
| 9     | Юрген Клінсманн    | Німеччина  | зб. США              | 0,71               |                 |                  |              |
| 10    | Мануель Пеллегріні | Чилі       | Манчестер Сіті       | 0,67               |                 |                  |              |

## Найкраща футболістка світу

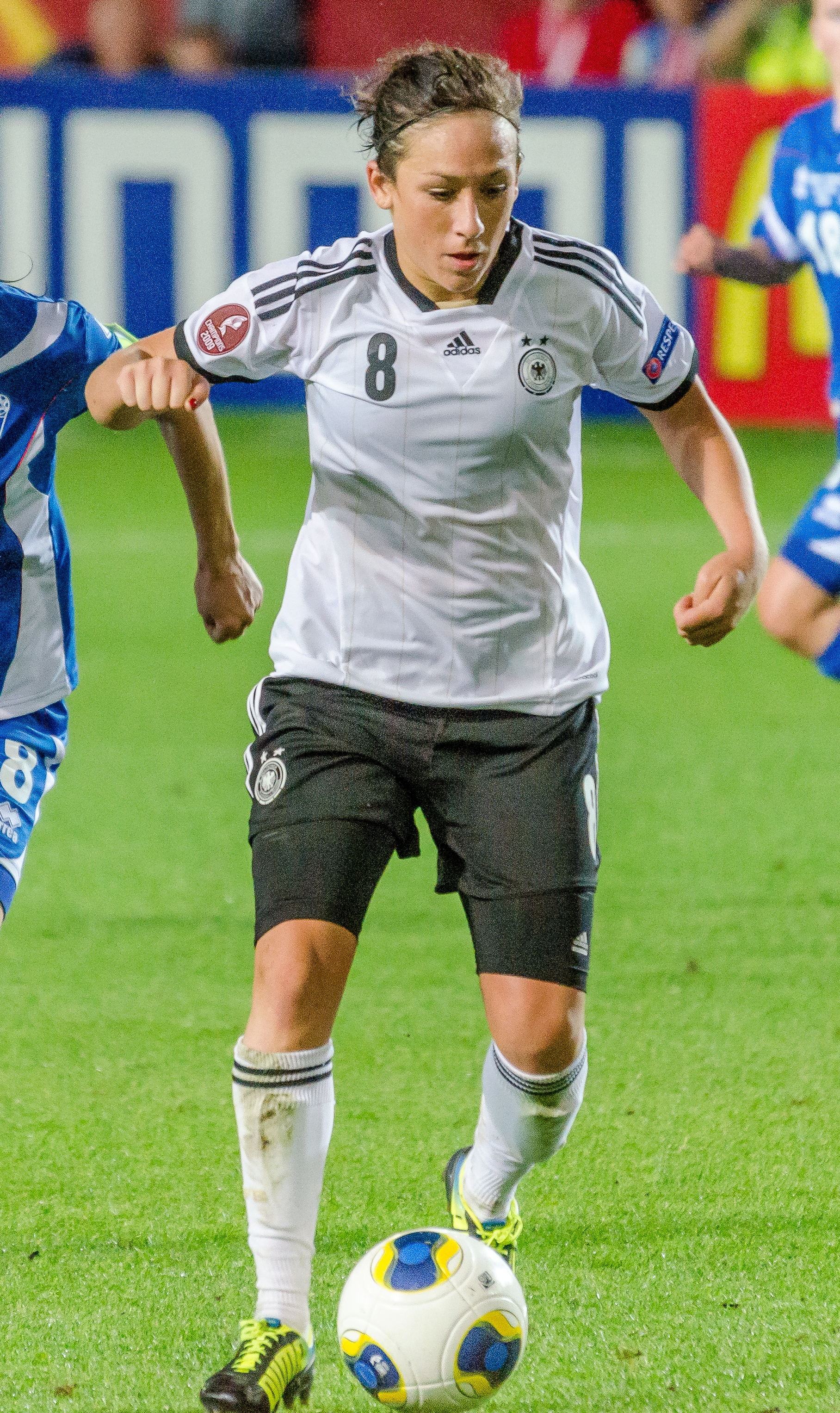
Надін Кеслер найкраща футболістка світу 2014 року

| Місце | Футболістка  | Країна    | Клуб                  | Всього голосів (%) | Голоси тренерів | Голоси капітанів | Голоси преси |
| ----- | ------------ | --------- | --------------------- | ------------------ | --------------- | ---------------- | ------------ |
| 1     | Надін Кеслер | Німеччина | Вольфсбург            | 17,52              |                 |                  |              |
| 2     | Марта        | Бразилія  | Тюресо / Русенгорд    | 14,16              |                 |                  |              |
| 3     | Еббі Вамбах  | США       | Вестерн Нью-Йорк Флеш | 13,33              |                 |                  |              |

## Найкращий жіночий тренер світу
| Місце | Тренер          | Країна    | Клуб/Збірна             | Всього голосів (%) | Голоси тренерів | Голоси капітанів | Голоси преси |
| ----- | --------------- | --------- | ----------------------- | ------------------ | --------------- | ---------------- | ------------ |
| 1     | Ральф Келлерман | Німеччина | Вольфсбург              | 17,06              |                 |                  |              |
| 2     | Марен Майнерт   | Німеччина | Німеччина (до 20 років) | 13,16              |                 |                  |              |
| 3     | Норіо Сасакі    | Японія    | Японія                  | 13,06              |                 |                  |              |
| 4     | Піа Санджейдж   | Швеція    | Швеція                  | 11,22              |                 |                  |              |
| 5     | Філіпп Бержеро  | Франція   | Франція                 | 9,81               |                 |                  |              |

## Символічна збірна світу ФІФА
| Футболіст         | Країна     | Клуб                          |
| ----------------- | ---------- | ----------------------------- |
| Мануель Ноєр      | Німеччина  | Баварія                       |
| Серхіо Рамос      | Іспанія    | Реал Мадрид                   |
| Давід Луїс        | Бразилія   | Челсі ПСЖ                     |
| Тіагу Сілва       | Бразилія   | ПСЖ                           |
| Філіпп Лам        | Німеччина  | Баварія                       |
| Андрес Іньєста    | Іспанія    | Барселона                     |
| Тоні Кроос        | Німеччина  | Баварія Реал Мадрид           |
| Ар'єн Роббен      | Нідерланди | Баварія                       |
| Анхель Ді Марія   | Аргентина  | Реал Мадрид Манчестер Юнайтед |
| Ліонель Мессі     | Аргентина  | Барселона                     |
| Кріштіану Роналду | Португалія | Реал Мадрид                   |

## Найкращий гол року (Премія Пушкаша)
На премію Ференца Пушкаша за найкращий гол року претендують Стефані Роч, Хамес Родрігес та Робін ван Персі.
| Місце | Гравець        | Країна   | Клуб / збірна | Суперник | Рахунок | Турнір                         | % голосів |
| ----- | -------------- | -------- | ------------- | -------- | ------- | ------------------------------ | --------- |
| 1     | Хамес Родрігес | Колумбія | Колумбія      | Уругвай  | 1-0     | Чемпіонат світу з футболу 2014 |           |
| 2     |                |          |               |          |         |                                |           |
| 3     |                |          |               |          |         |                                |           |

## Премія президента ФІФА
Цю почесну нагороду присуджує ФІФА з 2001 року для тих осіб чи організацій, які роблять значний внесок в футбол.

## НагородаФейр-плей
- Волонтери ФІФА